# UBooks
uBooks — это приложение для чтения электронных книг, разработанное для пользователей Apple-устройств. Релиз первой бесплатной версии программы состоялся 25 октября 2009 компанией NIX Solutions (Украина, Харьков). Платная версия вышла 15 апреля 2010. Со временем появлялись новые, более усовершенствованные версии приложения. Для скачивания доступны как платная, так и бесплатная версии на App Store. 

## Описание программы
Интерфейс программы интуитивно понятен и разработан специально для пользователей IPhone, IPad и IPod Touch. uBooks работает на устройствах с прошивкой IOS 5.0 и выше.
У программы есть два режима просмотра: книги и документы. 

Вкладки режима просмотра книг:
- Список всех книг, отсортированных по дате открытия;
- Список всех книг, отсортированных в алфавитном порядке по названию;
- Список всех авторов;
- Список всех жанров;
- Настройки.

Вкладки режима просмотра документов:
- Список всех документов, отсортированных по дате открытия.
- Список всех документов, отсортированных в алфавитном порядке по названию.
- Документы в формате pdf.
- Документы в формате Microsoft Office.
- Документы в других форматах (IWork, images, rtf, HTML).

## Отличительные характеристики программы
- Прокрутка текста одним движением. Возможность выставить автопрокрутку текста.
- Переводчик pop-up — выделите и удерживайте слово или текст для перевода.
- Настройка тап-зон.
- Встроенный веб-браузер.
- Настройка тем интерфейса (только в бесплатной версии).
- Множество настроек для удобства чтения.
- Ночной/дневной режим чтения
- Возможность изменения кодировки текста
- Закачивание книг по Wi-Fi, через интернет и ITunes Store.

## Поддерживаемые форматы
В начальной версии uBooks доступны были .fb2 и .txt форматы, но теперь пользователи так же могут читать любимые произведения в .epub, .pdf, .rtf, .HTML, Microsoft Office и iWork документах. Стоит отметить, что это приложение поддерживает .fb2, в отличие от других «читалок». Ко всему прочему новые версии поддерживают .fb2 в .zip-архивах и в .rar-архивах. 